# Ворса
Ворса — густий пушок з коротких волокон на поверхні деяких тканин, волокна, які виступають із тканини.
| Ворса Висота: 5 мм       |
| Основний матеріал і фліс |
| Розріз велюрового килима |

Ворсові тканини: велюр, оксамит, плюш, тафтинг, справжні вузликові килими та інші тканини або трикотажні вироби, які мають тривимірну структуру